# Nederlandse regering
De regering in Nederland is belast met het bestuur ofwel de uitvoerende macht. De regering wordt gevormd door de Koning en de ministers, zo bepaalt art. 42 lid 1 Grondwet.
Een vergadering van de voltallige regering (onder leiding van de Koning), ook wel kabinetsraad genoemd, vindt zelden plaats. De ministers vormen daarentegen tezamen de ministerraad (regering zonder de Koning), voorgezeten door een bij koninklijk besluit (elk besluit van de regering heet koninklijk besluit) benoemde minister-president. 
In de relatie tussen Koning en ministers, tussen minister-president en ministers, tussen ministerraad en ministers is van ondergeschiktheid geen sprake. Een uitzondering hierop vormt de verhouding tussen minister en staatssecretaris.

## Taak
De Nederlandse regering heeft zowel een uitvoerende als een wetgevende taak.

### Bestuur
De uitvoerende taak van de regering bestaat uit de toepassing van algemene regels in concrete gevallen. Een voorbeeld daarvan is de beschikking om Guusje ter Horst tot burgemeester van Nijmegen te benoemen of het op diens verzoek wijzigen van de achternaam van meneer X (art. 1:7 BW). Deze beschikkingen zijn beide Koninklijke Besluiten. Dit is een zuivere toepassing van de trias politica.

### Wetgeving
De regering heeft ook wetgevende bevoegdheid. Zo vormen de regering en de Staten-Generaal samen de wetgevende macht. Daarnaast is in tal van wetten aan de regering en aan ministers afzonderlijk een zelfstandige bevoegdheid verleend om nadere regels te stellen; er wordt dan gesproken van een algemene maatregel van bestuur of AMvB. Uit de term algemene maatregel van bestuur blijkt dat het om een algemeen verbindend voorschrift gaat en dus een wet afkomstig van de regering.

## Vertrouwensregel
Bij een conflict tussen Eerste Kamer of Tweede Kamer en regering kan de regering aan het bewind blijven, de Kamer ontbinden (naar huis sturen) en nieuwe verkiezingen uitschrijven. Indien na de verkiezingen de Kamer opnieuw haar afkeuring uitspreekt, kan de regering de kamer niet nogmaals ontbinden; zij is in dit geval verplicht af te treden. Het staatshoofd hoeft niet af te treden, aangezien het staatshoofd zelf onschendbaar is en alleen de ministers verantwoordelijk zijn.
In de loop der tijd is de ongeschreven regel ontstaan dat de regering (of een enkel bewindspersoon) ontslag aanbiedt aan de Koning als de Kamer geen vertrouwen meer heeft in de minister(s).

### Ministeriële verantwoordelijkheid
Van 1815 tot 1840 bestond er formeel geen ministeriële verantwoordelijkheid in het Nederlandse staatsrecht. De Grondwet kende de Koning persoonlijk de uitvoerende macht toe. Ministers waren door hem aangestelde, aan hem ondergeschikte gewone ambtenaren.
In 1840 wordt de strafrechtelijke ministeriële verantwoordelijkheid ingevoerd. Vanaf dat moment moest ieder besluit van de Koning door een minister worden mede-ondertekend ('gecontrasigneerd'). Die minister kon voor die medeondertekening - in theorie - strafrechtelijk aansprakelijk gesteld worden. Als het door de minister medeondertekende koninklijk besluit in strijd was met de wet of de Grondwet, dan hield die ondertekening een ambtsmisdrijf van de minister in. Vanaf 1840 kon de Koning dus niet meer zelfstandig besluiten nemen, maar had hij steeds een ministeriële medewerking nodig. Vanaf dat moment is het zinnig om te spreken van besluiten van de regering: dat is de Koning en een of meer van zijn ministers.
In 1848 wordt de verantwoordelijkheid van de ministers jegens het parlement (Eerste en Tweede Kamer der Staten-Generaal) ingevoerd. In de praktijk is die verantwoordelijkheid vele malen belangrijker gebleken dan de strafrechtelijke. Vanaf 1848 waren ministers verplicht aan de Staten-Generaal verantwoording af te leggen voor het regeringsbeleid, dus ook voor iedere mede-ondertekening door hen van een koninklijk besluit. Verantwoordelijkheid betekent in dit verband: verplicht om uitleg te geven en verplicht om op Kamervragen over het beleid te antwoorden.
Ministers bleven zich tot in de jaren 60 van de 19e eeuw bij die uitleg aan de Kamers (toch nog) achter de Koning verschuilen als ze ter verantwoording werden geroepen, in de trant van: zijne majesteit wilde dit nu eenmaal zo. Pas in 1868 - dus twintig jaar na de invoering van de ministeriële verantwoordelijkheid jegens de Staten-Generaal - werd de vertrouwensregel aanvaard: een minister kan, als hij bijvoorbeeld weigert zijn beleid te verantwoorden of als zijn beleid ook na uitleg aan de Eerste of Tweede Kamer onaanvaardbaar blijkt, door elk van beide Kamers der Staten-generaal weggezonden worden. De vertrouwensregel is dus historisch te onderscheiden van de ministeriële verantwoordelijkheid.
De ministers zijn voor alles wat uit hoofde van de regering wordt gedaan verantwoording verschuldigd aan de beide Kamers van het parlement (de minister is ook verantwoordelijk voor alles waar de Kamer(s), de minister voor verantwoordelijk willen stellen).
De minister kan alleen inlichtingen weigeren als de verlangde inlichtingen in strijd zijn met het belang van de Staat (te beoordelen door de minister zelf).